# Liste der Kulturdenkmale in Chemnitz-Bernsdorf
In der Liste der Kulturdenkmale in Chemnitz-Bernsdorf sind die Kulturdenkmale des Chemnitzer Stadtteils Bernsdorf verzeichnet, die bis Januar 2022 vom Landesamt für Denkmalpflege Sachsen erfasst wurden (ohne archäologische Kulturdenkmale). Die Anmerkungen sind zu beachten.
Diese Aufzählung ist eine Teilmenge der Liste der Kulturdenkmale in Chemnitz.

## Liste der Kulturdenkmale in Chemnitz-Bernsdorf
| Bild           | Bezeichnung | Lage | Datierung | Beschreibung | ID       |
| -------------- | --- | --- | --- | --- | -------- |
|                | Mietshaus in geschlossener Bebauung mit Vorgarten | Altenhainer Straße 29 (Karte)                                                                                | 1897 | Qualitätvoller Mietsbau, ausgewogene Fassadengliederung, Teil der Umbauung des Zschopauer Platzes, baugeschichtlich und städtebaulich von Bedeutung | 09203734 |
| Weitere Bilder | Siedlungshäuser (Nr. 1/3/5, Nr. 7/9/11 und Nr. 2–24 gerade, mit Grenzgraben 67), Teile eines Wohnhofes (Einzeldenkmale der Sachgesamtheit 09301602) | Am Gartenhof 1 bis 14, 16, 18, 20, 22, 24 (Karte)                                                            | 1928–1929 | Einzeldenkmale der Sachgesamtheit Robert-Straube-Hof; architektonisch anspruchsvoll gestaltete Putzbauten mit Merkmalen des „Neuen Bauens“ und traditionalistischen Elementen, von baukünstlerischer und baugeschichtlicher Bedeutung | 09203344 |
| Weitere Bilder | Wartburghof (Sachgesamtheit) | Am Wartburghof 2, 4, 6, 8, 10 (Reichenhainer Straße 73–77, Thüringer Weg 2–32, Wartburgstraße 56–82) (Karte) | 1927–1928 | Sachgesamtheit Wartburghof mit den Einzeldenkmalen: Wohnhäuser einer Wohnanlage (siehe Am Wartburghof 2–10, 09203366; Reichenhainer Straße 73–77, 09203374; Thüringer Weg 2–32, 09203369 und Wartburgstraße 56–82, 09203367) sowie Freiflächengestaltung mit Vorgärten und Wohngrün im Blockinnenhof (Gartendenkmal) der vierseitig geschlossenen Hofumbauung; eine der bedeutendsten Wohnanlagen der 1920er Jahre in Chemnitz, wichtiges Werk der Architekten Max Feistel und Kurt Pötzsch, sachliche Gestaltung mit sparsamem Ziegelstein-Dekor, baugeschichtlich und städtebaulich von Bedeutung | 09302515 |
| Weitere Bilder | Wohnhäuser einer Wohnanlage (Einzeldenkmale der Sachgesamtheit 09302515) | Am Wartburghof 2, 4, 6, 8, 10 (Karte)                                                                        | 1927–1928 | Einzeldenkmale der Sachgesamtheit Wartburghof; eine der bedeutendsten Wohnanlagen der 1920er Jahre in Chemnitz, wichtiges Werk der Architekten Max Feistel und Kurt Pötzsch, sachliche Gestaltung mit sparsamem Ziegelstein-Dekor, Gartenanlage im Hofinneren mit Pyramidenpappeln weitestgehend ursprünglich erhalten, siehe auch unter Wartburgstraße 56–82, Thüringer Weg 2–32 sowie Reichenhainer Straße 73–77, baugeschichtlich und städtebaulich von Bedeutung | 09203366 |
|                | Mietshaus in geschlossener Bebauung | Augsburger Straße 12 (Karte)                                                                                 | Bezeichnet mit 1904 | Qualitätvoller Mietbau mit ansprechend dekorierter, symmetrisch gegliederter Fassade in Neorenaissanceformen, baugeschichtlich von Bedeutung | 09203874 |
|                | Mietshaus in geschlossener Bebauung | Augsburger Straße 14 (Karte)                                                                                 | Um 1905 | Schlichter gründerzeitlicher Mietbau mit symmetrischer Fassadengliederung und zurückhaltendem Dekor, baugeschichtlich von Bedeutung | 09203873 |
|                | Mietshaus in geschlossener Bebauung konzipiert | Augsburger Straße 16 (Karte)                                                                                 | Bezeichnet mit 1903 | Qualitätvoller Mietbau mit symmetrisch aufgeteilter, ansprechend dekorierter Fassade, baugeschichtlich von Bedeutung | 09203872 |
| Weitere Bilder | Büro- und Wohnhaus mit Remisen- und Werkstattgebäude und Garage im Hof (Garten-, Friedhofs- und Forstamt Chemnitz) | Augsburger Straße 60 (Karte)                                                                                 | 1920er Jahre | Garten- und Friedhofsamt in ununterbrochener Nutzung, bestehend aus straßenseitigem Büro- und Wohnhaus mit markantem Naturstein-Sockelgeschoss und rückwärtigen, um einen Hof gruppierten Werkstatt- und Garagenbauten, ortsgeschichtlich von Bedeutung | 09203871 |
| Weitere Bilder | Siedlungshäuser (Nr. 10–36 (gerade) und Nr. 2–8 (gerade) mit Grünband 14-22), Teile eines Wohnhofes (Einzeldenkmale der Sachgesamtheit 09301602) | Bernsdorfer Plan 2–36 (gerade) (Karte)                                                                       | 1928–1929 | Einzeldenkmale der Sachgesamtheit Robert-Straube-Hof; architektonisch anspruchsvoll gestaltete Putzbauten mit Merkmalen des „Neuen Bauens“ und traditionalistischen Elementen, von baukünstlerischer und baugeschichtlicher Bedeutung | 09203345 |
|                | Mietshaus in geschlossener Bebauung in Ecklage | Bernsdorfer Straße 26 (Karte)                                                                                | 1890 | Qualitätvoller Mietsbau in prominenter städtebaulicher Situation, baugeschichtlich von Bedeutung | 09203708 |
|                | Mietshaus in ehemals geschlossener Bebauung | Bernsdorfer Straße 39 (Karte)                                                                                | 1911 | Qualitätvoller Mietsbau mit bemerkenswertem Jugendstilschmuck, baugeschichtlich von Bedeutung | 09203738 |
|                | Mietshaus in ehemals geschlossener Bebauung | Bernsdorfer Straße 41 (Karte)                                                                                | 1911 | Qualitätvoller Mietsbau mit reichem Jugendstildekor, baugeschichtlich von Bedeutung | 09203733 |
| Weitere Bilder | Mietshaus in vormals geschlossener Bebauung | Bernsdorfer Straße 59 (Karte)                                                                                | 1904 | Qualitätvoller gründerzeitlicher Mietbau mit zurückhaltender, aber fein durchgegliederter Fassade, baugeschichtlich von Bedeutung | 09203785 |
| Weitere Bilder | Mietshaus in geschlossener Bebauung | Bernsdorfer Straße 63 (Karte)                                                                                | Bezeichnet mit 1903 | Qualitätvoller Mietsbau mit konventioneller Fassade, Jugendstilanklänge im Dacherker sowie im Treppenhaus, baugeschichtlich von Bedeutung | 09203786 |
|                | Mietshaus in geschlossener Bebauung mit rückwärtigen Garagen im Hinterhof | Bernsdorfer Straße 65 (Karte)                                                                                | Bezeichnet mit 1903 | Hochwertiger Jugendstilbau, symmetrisch aufgebaute Fassade mit außergewöhnlichen Details, zurückhaltend-eleganter Dekor, ungewöhnliche Treppenhausanordnung, qualitätvolle Ausstattungsdetails in einwandfreiem Erhaltungszustand, baugeschichtlich von Bedeutung | 09203787 |
|                | Mietshaus in geschlossener Bebauung | Bernsdorfer Straße 67 (Karte)                                                                                | 1904 | Qualitätvoller Bau mit ansprechender Fassadengliederung, seltenes Gesimsmotiv, baugeschichtlich von Bedeutung | 09203788 |
| Weitere Bilder | Wohnanlage Zschopauer Platz (Sachgesamtheit) | Bernsdorfer Straße 77, 79, 81, 83, 85, 87, 89 (Wartburgstraße 12–16c; Zschopauer Platz 3–14) (Karte)         | 1920er Jahre | Sachgesamtheit Wohnanlage Zschopauer Platz mit folgenden Einzeldenkmalen: Wohnhauszeilen am Zschopauer Platz, an Wartburgstraße und Bernsdorfer Straße sowie Garage im Hof des Eckhauses Bernsdorfer Straße 89 (siehe 09203774, 09203773 und 09203746), dem rückwärtig, höhenmäßig stark differenziertem Wohngrün mit Vorgärten und Innenhofbegrünung (Gartendenkmal) sowie Stützmauern, Einfriedungsmauern und kleine Treppen als Sachgesamtheitsteile; den Höhenunterschieden des Geländes folgende Wohnanlage mit zwei über Eck aufeinandertreffenden Zeilen an der Bernsdorfer Straße und einer geschlossenen Wohnhauszeile auf annähernd L-förmigem Grundriss am Zschopauer Platz, städtebaulich wirkungsvoll insbesondere die Staffelung der Häuser an der Wartburgstraße, Gebäude gestalterisch qualitätvoll, baugeschichtlich von Bedeutung | 09303074 |
| Weitere Bilder | Wohnhauszeile und Garage im Hof des Eckhauses Nr. 89 (Einzeldenkmale der Sachgesamtheit 09303074) | Bernsdorfer Straße 77, 79, 81, 83, 85, 87, 89 (Karte)                                                        | 1920er Jahre | Einzeldenkmale der Wohnanlage Zschopauer Platz; den Höhenunterschieden des Geländes folgende Wohnanlage mit zwei über Eck aufeinandertreffenden Zeilen an der Bernsdorfer Straße, städtebaulich wirkungsvoll insbesondere die Staffelung der Häuser an der Wartburgstraße, Gebäude gestalterisch qualitätvoll, siehe auch unter Wartburgstraße 12–16c und Zschopauer Platz 3-14, städtebaulich und baugeschichtlich von Bedeutung | 09203774 |
|                | Mietshaus in geschlossener Bebauung | Bernsdorfer Straße 78 (Karte)                                                                                | Bezeichnet mit 1908 | Qualitätvoller Mietbau mit sehr gut erhaltener Putzfassade und elegantem Dekorsystem, baugeschichtlich von Bedeutung | 09203778 |
|                | Mietshaus mit Läden in geschlossener Bebauung in Ecklage | Bernsdorfer Straße 82 (Karte)                                                                                | Bezeichnet mit 1907 | Stattlicher Etagenwohnbau, symmetrisch aufgebaute Fassade mit Betonung der markanten städtebaulichen Situation, Eckladen mit originalen Dekorfliesen und bemalter Glasdecke in bestem Erhaltungszustand, baugeschichtlich von Bedeutung | 09203791 |
|                | Mietshaus in vormals geschlossener Bebauung | Bernsdorfer Straße 88 (Karte)                                                                                | 1911 | Qualitätvoller Mietbau mit symmetrisch aufgebauter Fassade und ausgewogenem Dekorsystem, baugeschichtlich von Bedeutung | 09203796 |
|                | Mietshaus in geschlossener Bebauung | Bernsdorfer Straße 90 (Karte)                                                                                | 1910 | Qualitätvoller Mietbau mit zurückhaltender, aber fein differenzierter Fassadengestaltung, baugeschichtlich von Bedeutung | 09203795 |
|                | Mietshaus in geschlossener Bebauung in Ecklage | Bernsdorfer Straße 91 (Karte)                                                                                | 1911 | Qualitätvoller Mietsbau in prominenter Lage, markante Ecklösung, baugeschichtlich von Bedeutung | 09203771 |
|                | Mietshaus in geschlossener Bebauung | Bernsdorfer Straße 92 (Karte)                                                                                | 1911 | Repräsentatives Mietshaus mit stark bewegter, asymmetrischer Fassadengestaltung, differenziertes Dekorsystem, markante Natursteinverwendung, baugeschichtlich von Bedeutung | 09203794 |
|                | Mietshaus in geschlossener Bebauung | Bernsdorfer Straße 93 (Karte)                                                                                | 1911 | Qualitätvoller Etagenwohnbau mit gut erhaltener, feiner Putzfassade im Reformstil der Zeit um 1910, baugeschichtlich von Bedeutung | 09203777 |
|                | Mietshaus in geschlossener Bebauung | Bernsdorfer Straße 95 (Karte)                                                                                | 1911 | Einfaches Mietshaus mit symmetrischem Fassadenaufbau und zurückhaltendem Dekorationssystem, im Reformstil der Zeit um 1910, baugeschichtlich von Bedeutung | 09203776 |
|                | Mietshaus in geschlossener Bebauung | Bernsdorfer Straße 96 (Karte)                                                                                | 1913 | Mietshaus mit asymmetrischer, durch mächtigen Erker geprägter Fassade, Vestibül und Treppenhaus in bemerkenswerter Vollständigkeit und Qualität mit Fliesen, ornamentaler und bildlicher Ausmalung erhalten, baugeschichtlich von Bedeutung | 09203793 |
|                | Mietshaus in halboffener Bebauung | Bernsdorfer Straße 97 (Karte)                                                                                | 1911 | Schlichter Wohnbau mit zurückhaltender Fassadengliederung und feinem Putzdekor, baugeschichtlich von Bedeutung | 09203775 |
|                | Mietshaus in halboffener Bebauung in Ecklage | Bernsdorfer Straße 98 (Karte)                                                                                | 1905 | Stattliches Etagenwohnhaus mit symmetrischem Fassadenaufbau, geprägt von ruhiger Fensterreihung und Horizontalgliederung, markantes Turmmotiv, baugeschichtlich von Bedeutung | 09203792 |
|                | Schule (Johann-Wolfgang-von-Goethe-Gymnasium) | Bernsdorfer Straße 126 (Karte)                                                                               | 1908–1910 | Stattlicher Schulbau mit imposantem Mansarddach, reich gegliederte, asymmetrische Schaufassade im Stil der Reformarchitektur des frühen 20. Jahrhunderts zur Bernsdorfer Straße hin, Architekten Zapp & Basarke, baugeschichtlich von Bedeutung | 09203881 |
| Weitere Bilder | Mietshaus in halboffener Bebauung | Bernsdorfer Straße 161 (Karte)                                                                               | 1910 | Markanter Mietbau in kräftig betonter Ecksituation, anspruchsvoll dekorierte Fassade mit Jugendstilanklängen, baugeschichtlich von Bedeutung | 09203863 |
|                | Mietshaus in vormals geschlossener Bebauung | Bernsdorfer Straße 163 (Karte)                                                                               | Bezeichnet mit 1905 | Schlichter Mietbau mit zurückhaltendem Fassadenschmuck, prächtiger Mitteldacherker mit Neorenaissancegiebel, Laden mit ursprünglichem Eingang und Schaufenstern im Erdgeschoss, baugeschichtlich von Bedeutung | 09203862 |
|                | Mietshaus in vormals geschlossener Bebauung (bauliche Einheit mit Nr. 169) | Bernsdorfer Straße 167 (Karte)                                                                               | 1904 | Qualitätvoller Mietbau mit repräsentativ dekorierter Fassade, gestalterische Einheit mit dem Nachbarhaus Nr. 169, baugeschichtlich von Bedeutung | 09203859 |
|                | Mietshaus in geschlossener Bebauung (bauliche Einheit mit Nr. 167) | Bernsdorfer Straße 169 (Karte)                                                                               | Bezeichnet mit 1904 | Qualitätvoller Mietbau mit repräsentativ dekorierter Fassade, gestalterische Einheit mit dem Nebenhaus Nr. 167, baugeschichtlich von Bedeutung | 09203858 |
|                | Mietshaus in geschlossener Bebauung konzipiert | Dittesstraße 6 (Karte)                                                                                       | 1909 | Besonders anspruchsvoll gestalteter Mietsbau mit differenzierter, original erhaltener Putzgliederung, Jugendstilmotive, baugeschichtlich von Bedeutung | 09203724 |
|                | Mietshaus in geschlossener Bebauung konzipiert | Dittesstraße 7 (Karte)                                                                                       | 1911 | Einfacher Mietsbau, symmetrische Fassadengliederung, weitgehend original, baugeschichtlich von Bedeutung | 09203723 |
|                | Mietshaus in geschlossener Bebauung | Dittesstraße 8 (Karte)                                                                                       | 1910 | Qualitätvoller Wohnbau mit kräftiger, symmetrischer Fassadendurchbildung, baugeschichtlich von Bedeutung | 09203761 |
|                | Mietshaus in geschlossener Bebauung | Dittesstraße 10 (Karte)                                                                                      | 1911 | Zurückhaltender, qualitätvoller Wohnbau mit markantem Mittelerker über drei Etagen, feingliedriges Putzdekorsystem, baugeschichtlich von Bedeutung | 09203762 |
|                | Mietshaus in geschlossener Bebauung | Dittesstraße 12 (Karte)                                                                                      | 1911 | Unter direktem Bezug auf das Nachbarhaus Nr. 14 gestaltetes Etagenwohnhaus mit starker plastischer Durchgliederung der Fassade durch Erker, baugeschichtlich von Bedeutung | 09203763 |
|                | Mietshaus in geschlossener Bebauung | Dittesstraße 14 (Karte)                                                                                      | 1910 | Unter direktem Bezug auf das Nachbarhaus Nr. 12 gestalteter Wohnbau mit kräftiger Erkergliederung der Fassaden, qualitätvolles und gut erhaltenes Vestibül, baugeschichtlich von Bedeutung | 09203758 |
| Weitere Bilder | Ehemalige Betriebsfachschule, bestehend aus dem Verwaltungs- und Küchentrakt (mit der darin befindlichen Aula), dem Schultrakt und dem gegenüberliegenden ehemaligen Internatsgebäude sowie der Grünanlage zwischen dem Internat und den genannten Schul- und Verwaltungsbauten | Erfenschlager Straße 73 (Karte)                                                                              | 1951–1953 (Fachschule, Aula und Verwaltung); 1952/1953 (Internat); vermutlich vor 1954 (Freiraum)                                                                | Ehemals Fachschule für Werkzeugmaschinenbau, später Betriebsfachschule der WMW Chemnitz, heute Fakultät Wirtschaftswissenschaft und Maschinenbau der TU Chemnitz. Bauensemble aus den beginnenden 1950er Jahren mit hohem gestalterischem und funktionalem Anspruch, maßgebliche Bauten dieser Bauzeit in Chemnitz von großer baugeschichtlicher und stadtgeschichtlicher Bedeutung. | 09304418 |
|                | Mietshaus in vormals vermutlich geschlossener Bebauung | Fabriciusstraße 1 (Karte)                                                                                    | 1912 | Qualitätvoller Mietbau mit kräftig durchgegliederter, symmetrischer Fassade, baugeschichtlich von Bedeutung | 09203838 |
|                | Mietshaus in geschlossener Bebauung | Fabriciusstraße 5 (Karte)                                                                                    | 1912 | Qualitätvoller Mietbau mit zurückhaltend, aber fein abgestuft dekorierter Fassade, baugeschichtlich von Bedeutung | 09203839 |
| Weitere Bilder | Siedlungshäuser (Nr. 31–37 (ungerade) mit Grünband 4–12, Nr. 39–65 (ungerade), Nr. 32 mit Grünband 3, Nr. 34–50 (gerade), Nr. 52, 54, 56/58/60, Nr. 67 mit Am Gartenhof 2–24, Nr. 69), Teile eines Wohnhofes (Einzeldenkmale der Sachgesamtheit 09301602)                       | Grenzgraben 31–61, 63, 65, 67, 69 (Karte)                                                                    | 1928–1930 | Einzeldenkmale der Sachgesamtheit Robert-Straube-Hof; architektonisch anspruchsvoll gestaltete Putzbauten mit Merkmalen des „Neuen Bauens“ und traditionalistischen Elementen, von baukünstlerischer und baugeschichtlicher Bedeutung | 09203354 |
| Weitere Bilder | Sachgesamtheit Robert-Straube-Hof | Grünband 2, 3, 4–22 (Am Gartenhof 1–24, Bernsdorfer Plan 2–36, Grenzgraben 31–69) (Karte)                    | 1928–1929 | Sachgesamtheit Robert-Straube-Hof: Wohnhof, bestehend aus 83 Mehrfamilienwohnhäusern (alle Einzeldenkmale, siehe Am Gartenhof 1–24, 09203344; Bernsdorfer Plan 2–36, 09203345; Grenzgraben 31–69, 09203354; Grünband 2–22, 09203364) mit Vorgärten, durch Baumreihen und Hecken umschlossenen Gartenanlagen in den Wohnhöfen sowie der vorgelagerten Grünanlage „Grünband“ (Gartendenkmal); architektonisch anspruchsvoll gestaltete Putzbauten mit Merkmalen des „Neuen Bauens“ und traditionalistischen Elementen, baukünstlerisch, stadtentwicklungsgeschichtlich, sozialgeschichtlich, städtebaulich und gartenkünstlerisch bemerkenswerter Wohnhof von überregionaler Bedeutung | 09301602 |
| Weitere Bilder | Siedlungshäuser (Nr. 2, Nr. 3 mit Grenzgraben 32, Nr. 4–12 (gerade) mit Grenzgraben 31–37, Nr. 14–22 (gerade) mit Bernsdorfer Plan 2–8), Teile eines Wohnhofes (Einzeldenkmale der Sachgesamtheit 09301602)                                                                     | Grünband 2, 3, 4–22 (gerade) (Karte)                                                                         | 1928–1929 | Einzeldenkmale der Sachgesamtheit Robert-Straube-Hof; architektonisch anspruchsvoll gestaltete Putzbauten mit Merkmalen des „Neuen Bauens“ und traditionalistischen Elementen, von baukünstlerischer und baugeschichtlicher Bedeutung | 09203364 |
|                | Mietshaus in vormals vermutlich geschlossener Bebauung | Gutenbergstraße 28 (Karte)                                                                                   | Um 1920 | Repräsentatives Etagenwohnhaus mit reich dekorierter Fassade, symmetrische Gliederung, baugeschichtlich von Bedeutung | 09203835 |
|                | Mietshaus in geschlossener Bebauung | Lutherstraße 55 (Karte)                                                                                      | 1903 | Qualitätvoller Mietsbau, weitestgehend original, baugeschichtlich von Bedeutung | 09203711 |
|                | Mietshaus in geschlossener Bebauung und rückwärtiger Gewerbebau | Lutherstraße 56 (Karte)                                                                                      | 1896 | Qualitätvoller, weitestgehend original erhaltener Mietsbau mit dazugehöriger Fabrikbebauung im Hof, ortsentwicklungsgeschichtlich und baugeschichtlich von Bedeutung | 09203709 |
|                | Mietshaus in ehemals geschlossener Bebauung; | Lutherstraße 57 (Karte)                                                                                      | 1910 | Anspruchsvoll gestalteter Mietsbau mit markanten dekorativen Details, baugeschichtlich von Bedeutung | 09203712 |
|                | Mietshaus in geschlossener Bebauung | Lutherstraße 58 (Karte)                                                                                      | Bezeichnet mit 1899 | Qualitätvoller Mietsbau mit ausgewogener Fassadengliederung, baugeschichtlich von Bedeutung | 09203710 |
|                | Mietshaus in geschlossener Bebauung in Ecklage | Lutherstraße 60 (Karte)                                                                                      | 1909 | Anspruchsvoller Wohnbau mit eckbetonender Massengliederung, fein differenzierte Fassadengestaltung mit Jugendstilanklängen, baugeschichtlich von Bedeutung | 09203764 |
|                | Mietshaus in geschlossener Bebauung konzipiert | Lutherstraße 64 (Karte)                                                                                      | 1903 | Qualitätvolles Etagenwohnhaus mit zurückhaltendem Fassadenschmuck in zweifarbiger, zum Teil reliefartig ausgearbeiteter Ziegelverblendung, baugeschichtlich von Bedeutung | 09203752 |
|                | Mietshaus in geschlossener Bebauung konzipiert | Lutherstraße 65 (Karte)                                                                                      | 1911 | Qualitätvolles Etagenwohnhaus mit Putzfassade, im Reformstil der Zeit um 1910, baugeschichtlich von Bedeutung | 09302951 |
|                | Mietshaus in geschlossener Bebauung | Lutherstraße 67 (Karte)                                                                                      | 1911 | Qualitätvoller Bau mit symmetrischem Fassadenaufbau und bemerkenswertem Gliederungssystem in zweifarbig angelegten Ziegelverblendern, baugeschichtlich von Bedeutung | 09203754 |
| Weitere Bilder | Gagfah-Siedlung Chemnitz-Bernsdorf (Sachgesamtheit) | Marktsteig 3, 5–15, 17, 19, 21 (Ulbrichtstraße 10, 12–17) (Karte)                                            | 1927–1929 | Sachgesamtheit Gagfah-Siedlung Chemnitz-Bernsdorf: Wohnanlage (Marktsteig 3/5/7 mit Ulbrichtstraße 10–16, gerade, weiterhin Marktsteig 9–17, ungerade, mit Ulbrichtstraße 13–17, ungerade, sowie Marktsteig 6–14, gerade und Marktsteig 19/21) mit Vorgärten (alle Bestandteile Sachgesamtheitsteile); Siedlungsbauten von bemerkenswerter Gestaltungsqualität, durch kubische Vor- und Rücksprünge wirkungsvoll gegliederte Putzfassaden, beeindruckende Geschlossenheit, guter Originalzustand, städtebaulich und baugeschichtlich von Bedeutung | 09203248 |
|                | Mietshaus in halboffener Bebauung | Reichenhainer Straße 7 (Karte)                                                                               | 1898 | Baugeschichtlich und städtebaulich von Bedeutung, qualitätvoll gegliederte Gründerzeitfassade, in markanter Lage nahe dem Stadlerplatz, baugeschichtlich von Bedeutung | 09302954 |
|                | Mietshaus in halboffener Bebauung | Reichenhainer Straße 18 (Karte)                                                                              | 1905 | Qualitätvoller Mietsbau mit Jugendstildekoration, Teil der Bebauung des Stadlerplatzes, weitgehend unverändert, baugeschichtlich von Bedeutung | 09203728 |
|                | Mietshaus in geschlossener Bebauung | Reichenhainer Straße 20 (Karte)                                                                              | 1905 | Qualitätvoller Mietsbau mit zwei reich geschmückten Dacherkern, Teil der Bebauung des Stadlerplatzes, weitestgehend unverändert, baugeschichtlich von Bedeutung | 09203729 |
|                | Mietshaus in geschlossener Bebauung | Reichenhainer Straße 22 (Karte)                                                                              | 1904 | Qualitätvoller gründerzeitlicher Mietsbau, Teil der Bebauung des Stadlerplatzes, außen und innen weitestgehend unverändert, baugeschichtlich von Bedeutung | 09203730 |
|                | Mietshaus in geschlossener Bebauung | Reichenhainer Straße 24 (Karte)                                                                              | Bezeichnet mit 1901 | Qualitätvoller gründerzeitlicher Mietsbau mit straßenbildprägendem Erker, Teil der Bebauung des Stadlerplatzes, baugeschichtlich von Bedeutung | 09302955 |
|                | Mietshaus in geschlossener Bebauung | Reichenhainer Straße 26 (Karte)                                                                              | 1905, später überformt | Einfacher Mietsbau, Teil der Bebauung des Stadlerplatzes, qualitätvoller Wiederaufbau nach Kriegsschaden, baugeschichtlich von Bedeutung | 09203732 |
|                | Mietshaus in Ecklage | Reichenhainer Straße 28 (Karte)                                                                              | 1906 | Anspruchsvoll gestalteter Mietsbau, wichtiger Teil der Umbauung des Stadlerplatzes, Holzloggien, Jugendstilornament, baugeschichtlich von Bedeutung | 09203736 |
| Weitere Bilder | Verwaltungsgebäude (zwei Hausnummern) in offener Bebauung (ehemals Bürohaus des VVB Wälzlager und Normteile) | Reichenhainer Straße 31, 33 (Karte)                                                                          | 1960 | Repräsentatives Bürogebäude in beherrschender Lage, vormals Verwaltungsgebäude der VVB Wälzlager und Normteile, strenge Fassadengliederung, charakteristisches Schmetterlingsdach mit gebäudeprägendem Überstand, originale Eingänge mit Flugdächern, innen weitgehend ursprünglich erhalten, farbiges Glasbild der Bauzeit am rückwärtigen Eingang, baugeschichtlich von Bedeutung | 09203828 |
|                | Mietshaus in geschlossener Bebauung | Reichenhainer Straße 45 (Karte)                                                                              | Um 1920 | Stattlicher Etagenwohnbau mit lebhaft gegliederter Fassade, im Reformstil der Zeit nach 1910, nahezu komplett erhaltene ornamentale Ausmalung in Vestibül und Treppenhaus, baugeschichtlich von Bedeutung | 09203849 |
|                | Mietshaus in geschlossener Bebauung konzipiert | Reichenhainer Straße 47 (Karte)                                                                              | Um 1920 | Qualitätvoller Mietbau mit symmetrisch aufgebauter, mittenbetonter Fassade, im Reformstil der Zeit nach 1910, bemerkenswerte Stuckierung des Vestibüls, baugeschichtlich von Bedeutung | 09203848 |
|                | Mietshaus in halboffener Bebauung | Reichenhainer Straße 50 (Karte)                                                                              | 1912 | Gediegener Etagenwohnbau im Reformstil der Zeit um 1910, mit straff gegliederter, symmetrisch aufgebauter Fassade, akzentuiert durch Schmuckdetails, baugeschichtlich von Bedeutung | 09203843 |
|                | Mietshaus in geschlossener Bebauung in Ecklage, mit Vorgarten und Einfriedung zur Rosenbergstraße | Reichenhainer Straße 52 (Karte)                                                                              | 1912 nach Auskunft des Eigentümers | Markanter, die Straßenkreuzung beherrschender Mietbau von beträchtlicher Größe, mit vielfältig gegliederter Fassade und differenziertem Dekorsystem, Vestibül und Treppenhaus mit sehr bemerkenswerter ornamentaler Ausmalung, baugeschichtlich von Bedeutung | 09203844 |
|                | Wohnanlage (bauliche Einheit mit Rosenbergstraße 1-15) | Reichenhainer Straße 54, 54a (Karte)                                                                         | 1930er Jahre | Wohnanlage in Form einer dem gekrümmten Straßenverlauf folgenden Zeile an der Rosenbergstraße, viergeschossiger Kopfbau an der Reichenhainer Straße, städtebaulich geschlossener Eindruck, architektonische Qualität liegt im schlichten, nuancierten Detail, siehe auch unter Rosenbergstraße 1–15, städtebaulich und baugeschichtlich von Bedeutung | 09203842 |
|                | Mietshaus in halboffener Bebauung | Reichenhainer Straße 66 (Karte)                                                                              | Um 1920 | Repräsentatives Etagenwohnhaus im Reformstil der Zeit um 1910, mit zurückhaltendem, aber fein differenziertem Dekor, qualitätvolle Vestibülgestaltung mit Fliesen und Stuckgliederung, baugeschichtlich von Bedeutung | 09203850 |
| Weitere Bilder | Wohnhäuser einer Wohnanlage (Einzeldenkmale der Sachgesamtheit 09302515) | Reichenhainer Straße 73, 75, 77 (Karte)                                                                      | 1927–1928 | Einzeldenkmale der Sachgesamtheit Wartburghof; eine der bedeutendsten Wohnanlagen der 1920er Jahre in Chemnitz, wichtiges Werk der Architekten Max Feistel und Kurt Pötzsch, sachliche Gestaltung mit sparsamem Ziegelstein-Dekor, Gartenanlage im Hofinneren mit Pyramidenpappeln weitestgehend ursprünglich erhalten, siehe auch unter Am Wartburghof 2–10, Wartburgstraße 56–82 sowie Thüringer Weg 2–32, städtebaulich und baugeschichtlich von Bedeutung | 09203374 |
| Weitere Bilder | Friedhof Chemnitz-Bernsdorf (Sachgesamtheit) | Reichenhainer Straße 102, 104 (Karte)                                                                        | 1906 | Sachgesamtheit Friedhof Chemnitz-Bernsdorf mit folgenden Einzeldenkmalen: Krematorium mit Urnenwand, einige Grabmäler und Denkmäler (siehe 09203879) sowie der gärtnerisch gestalteten Friedhofsanlage (Gartendenkmal); einheitlich angelegter Großstadtfriedhof für Urnenbestattung mit aus regelmäßigen Kompartimenten zusammengesetztem Wegesystem und teilweise dichter Baumbepflanzung, von gartenkünstlerischer Bedeutung, Anlage wird dominiert durch neoklassizistischen Bau des Krematoriums mit dorischem Säulenportikus und den Rauchabzug ummantelnder Kuppel, gartenkünstlerisch, ortshistorisch und baugeschichtlich von Bedeutung | 09302790 |
| Weitere Bilder | Krematorium mit Urnenwand, einige Grabmäler und Denkmäler (Einzeldenkmale der Sachgesamtheit 09302790) | Reichenhainer Straße 102, 104 (Karte)                                                                        | 1906 (Krematorium und Urnenhain); um 1910 (Gemeinschaftsgräber nördlich und westlich des Krematoriums, Grabmal Familie Oppenheim)                                | Einzeldenkmale der Sachgesamtheit Friedhof Chemnitz-Bernsdorf; repräsentative Erbbegräbnisstätten von ortshistorischer und künstlerischer Bedeutung, Anlage wird dominiert durch neoklassizistischen Bau des Krematoriums mit dorischem Säulenportikus und den Rauchabzug ummantelnder Kuppel, ortshistorisch und baugeschichtlich von Bedeutung | 09203879 |
| Weitere Bilder | Befehlsturm eines Sportstadions mit angrenzenden Stehtribünen, überdachter Tribüne, allen Torpfeilern sowie den Kassenhäuschen (Sportforum Chemnitz, ehemals Großkampfbahn) | Reichenhainer Straße 156 (Karte)                                                                             | 1935–1938 | Reste des zentralen Stadionbaus der „Sportstadt“ Chemnitz, einziger Großbau der NS-Zeit in der Stadt, Architekt: Stadtbaurat Fred Otto, baugeschichtlich von Bedeutung. Markant der Imposante, insgesamt achtgeschossige Turmbau mit porphyrverkleideter Pfeilerstellung mit Segmentbögen als Sockel, überragt durch kubischen Turm mit Eckquaderung in Porphyr, Stehtribünen in Stein. Zeittypische Teile einer Sportanlage von großem architektonischem Anspruch. Wichtiges Zeugnis der Architektur- und Zeitgeschichte. Der Denkmalwert ergibt sich danach aus der geschichtlichen, der baugeschichtlichen und baukünstlerischen Bedeutung der Anlagenteile. | 09203877 |
| Weitere Bilder | Mietshaus in offener Bebauung mit Garten | Rosa-Luxemburg-Straße 2 (Karte)                                                                              | 1907 | Markanter, das Straßenbild prägender Putzbau im Reformstil der Zeit nach 1910, baugeschichtlich von Bedeutung | 09247872 |
| Weitere Bilder | Kindergarten | Rosa-Luxemburg-Straße 35 (Karte)                                                                             | 1950er Jahre | Eigenwilliger traditionalistischer Bau mit markantem zylinderförmigem Eckerker auf hoher sandsteinverkleideter Substruktion, vollkommen unverändert erhalten, baugeschichtlich von Bedeutung | 09203868 |
| Weitere Bilder | Wohnanlage (bauliche Einheit mit Reichenhainer Straße 54, 54a) | Rosenbergstraße 1–15 (ungerade) (Karte)                                                                      | 1930er Jahre | Wohnanlage in Form einer dem gekrümmten Straßenverlauf folgenden Zeile, städtebaulich geschlossener Eindruck, architektonische Qualität liegt im schlichten, nuancierten Detail, siehe auch unter Reichenhainer Straße 54/54a, städtebaulich und baugeschichtlich von Bedeutung | 09203841 |
|                | Mietshaus in halboffener Bebauung mit Vorgarten und Einfriedung | Rosenbergstraße 2 (Karte)                                                                                    | 1920er Jahre | Qualitätvoller Mietbau mit prägendem Klinkerdekor im Sockel und an der Einfassung der Treppenhausfenster, expressionistische Formanklänge, baugeschichtlich von Bedeutung | 09203840 |
|                | Mietshaus in ehemals geschlossener Bebauung | Rosenplatz 11 (Karte)                                                                                        | Ende 19. Jahrhundert | Sehr aufwendig gestalteter Etagenwohnbau, ganz in Sandstein verkleidete Neorenaissancefassade mit reichem Bauschmuck, repräsentative Gestaltung des Inneren, baugeschichtlich von Bedeutung | 09203737 |
| Weitere Bilder | Gaswerk (Saydaer Straße 10) mit drei Funktionsgebäuden sowie zwei Beamtenwohnhäusern (Anschriften: Saydaer Straße 12 und Olbernhauer Straße 41) einschließlich Garten und Einfriedung (Wasserturm auf dem Gelände vor 2009 abgebrochen)                                         | Saydaer Straße 10, 12 (Olbernhauer Straße 41) (Karte)                                                        | 1914 | Original erhaltener städtischer Versorgungskomplex, die zweckgerecht gegliederten Funktionsbauten einheitlich in Formen der Reformarchitektur um 1910, Anklänge an Heimatstil, besonders bemerkenswert war der abgebrochene Wasserturm, einziger Vertreter seiner Gattung in Chemnitz, Denkmalschutz gilt auch für eventuell erhaltene Reste der technischen Originalausstattung, ortshistorisch und technikgeschichtlich von Bedeutung | 09203875 |
|                | Mietshaus in geschlossener Bebauung konzipiert | Senefelderstraße 35 (Karte)                                                                                  | 1906 | Qualitätvoller Etagenwohnbau mit reichem, aber unaufdringlichem Dekor, Kopfkonsolen als Schlusssteine der Erdgeschoss-Fensterbögen, Anklänge an den Jugendstil, baugeschichtlich von Bedeutung | 09203829 |
|                | Mietshaus in Ecklage | Stadlerstraße 2 (Karte)                                                                                      | 1911 | Einfaches, jedoch anspruchsvoll gestaltetes Mietshaus, markante Gestaltung des Portals, Kachelverkleidung im Vestibül, innen unverändert, baugeschichtlich von Bedeutung | 09203725 |
|                | Mietshaus in ehemals geschlossener Bebauung | Stadlerstraße 3 (Karte)                                                                                      | 1905 | Qualitätvoller spätgründerzeitlicher Etagenwohnbau mit symmetrischer Fassadengliederung und zurückhaltendem Dekor, von Bedeutung für die architektonische Rahmung des Stadlerplatzes, baugeschichtlich von Bedeutung | 09203749 |
|                | Mietshaus in geschlossener Bebauung | Stadlerstraße 5 (Karte)                                                                                      | 1900 | Qualitätvoller Wohnbau, geprägt durch Reihung von Fenstern mit klassizisierenden Gewänden, städtebaulich wichtig für die architektonische Rahmung des Stadlerplatzes, baugeschichtlich von Bedeutung | 09203750 |
|                | Mietshaus in ehemals geschlossener Bebauung | Stadlerstraße 7 (Karte)                                                                                      | 1901 | Qualitätvoller Wohnbau mit symmetrischem Fassadenaufbau, geprägt durch Reihung von Fenstern mit klassizisierenden Gewänden, von Bedeutung für die bauliche Fassung des Stadlerplatzes, baugeschichtlich von Bedeutung | 09203751 |
|                | Mietshaus in Ecklage | Stadlerstraße 11 (Karte)                                                                                     | 1901 | Qualitätvoller Eckbau mit fein durchgegliederter Fassade und lagebetonender Dacherkerlandschaft, städtebaulich wichtig als Abschluss der rahmenden Teile am Stadlerplatz, baugeschichtlich von Bedeutung | 09203743 |
|                | Mietshaus in geschlossener Bebauung in Ecklage | Stadlerstraße 13 (Karte)                                                                                     | 1909 | Zurückhaltender, jedoch qualitätvoller Mietsbau in markanter städtebaulicher Situation, Jugendstilformen, weitestgehend original, baugeschichtlich von Bedeutung | 09203726 |
|                | Mietshaus in geschlossener Bebauung | Stadlerstraße 21 (Karte)                                                                                     | 1909 | Zurückhaltend gestaltetes Etagenwohnhaus mit symmetrischer Fassadengliederung und elegantem Dekorationssystem, weitgehend originales Vestibül mit qualitätvollen Schmuckdetails, baugeschichtlich von Bedeutung | 09203760 |
|                | Mietshaus in geschlossener Bebauung in Ecklage | Stadlerstraße 23 (Karte)                                                                                     | Bezeichnet mit 1909 | Zurückhaltend, aber qualitätvoll gestaltetes Eckhaus mit markantem, auf wenige Bereiche konzentriertem Dekor, betonte Eckgestaltung straßenbildbestimmend, baugeschichtlich von Bedeutung | 09203759 |
| Weitere Bilder | Miets- und Bürohaus eines Konsumvereins mit Vorgarten und gemeinsamer Einfriedung (ehemals Allgemeiner Konsumverein Chemnitz, heute Technologie-Campus 6) | Technologie-Campus 6 (Karte)                                                                                 | 1914–1918 | Mächtiger Bau mit grundstücksbezogener Gliederung des Baukörpers, repräsentativ gestalteter Fassade im Reformstil der Zeit nach 1910, mit Anklängen im Stil italienischer Palazzi, laut Inschrift erbaut im Ersten Weltkrieg und damit Zeugnis der seltenen Bautätigkeit in dieser Zeit. Benachbartes Lagerhaus (mittlerweile abgerissen) wesentlich sachlicher in der Auffassung. Inschriftlich dem Allgemeinen Konsumverein zugeordnet, ortshistorisch und baugeschichtlich von Bedeutung. Ehemals Rosenbergstraße 20. | 09203851 |
| Weitere Bilder | Wohnhäuser einer Wohnanlage (Einzeldenkmale der 09302515) | Thüringer Weg 2, 2a, 4–32 (gerade) (Karte)                                                                   | 1927–1928 | Einzeldenkmale der Sachgesamtheit Wartburghof; eine der bedeutendsten Wohnanlagen der 1920er Jahre in Chemnitz, wichtiges Werk der Architekten Max Feistel und Kurt Pötzsch, sachliche Gestaltung mit sparsamem Ziegelstein-Dekor, Gartenanlage im Hofinneren mit Pyramidenpappeln weitestgehend ursprünglich erhalten, siehe auch unter Am Wartburghof 2–10, Wartburgstraße 56–82 sowie Reichenhainer Straße 73–77, städtebaulich und baugeschichtlich von Bedeutung | 09203369 |
| Weitere Bilder | Mietshaus in ehemals geschlossener Bebauung | Turnstraße 20 (Karte)                                                                                        | Um 1900 | Anspruchsvoller Mietsbau mit aufwendiger, schmuckreicher Fassadengestaltung, baugeschichtlich von Bedeutung | 09203705 |
| Weitere Bilder | Mietshaus in ehemals geschlossener Bebauung | Turnstraße 24 (Karte)                                                                                        | 1889 | Einfacher gründerzeitlicher Mietsbau mit zurückhaltendem Dekor (Ziegelmuster), baugeschichtlich von Bedeutung | 09302957 |
| Weitere Bilder | Produktionsgebäude einer Fabrik | Turnstraße 28 (Karte)                                                                                        | 1890 | Aufwendig gestalteter, das Straßenbild prägender Ziegelbau, Gliederung durch grüne Keramikbänder, ortsentwicklungsgeschichtlich von Bedeutung | 09203704 |
|                | Mietshaus in Ecklage | Vettersstraße 1 (Karte)                                                                                      | 1907 | Anspruchsvoll gestalteter Mietsbau mit reichem Fassadenschmuck in den Formen eines späten Jugendstils, baugeschichtlich von Bedeutung | 09203707 |
|                | Mietshaus in ehemals geschlossener Bebauung | Vettersstraße 9 (Karte)                                                                                      | 1909 | Qualitätvoller Mietsbau mit differenzierter, original erhaltener Putzgliederung, baugeschichtlich von Bedeutung | 09203718 |
|                | Mietshaus in geschlossener Bebauung | Vettersstraße 11 (Karte)                                                                                     | 1910 | Qualitätvolles Mietshaus, einheitlich gestaltet mit Nr. 13, Teil einer beidseitig geschlossenen gründerzeitlichen Straßenrandbebauung, baugeschichtlich von Bedeutung | 09203719 |
|                | Mietshaus in geschlossener Bebauung | Vettersstraße 13 (Karte)                                                                                     | 1910 | Qualitätvoller Mietsbau, einheitlich gestaltet mit Nr. 11, Teil einer beidseitig geschlossenen gründerzeitlichen Straßenrandbebauung, baugeschichtlich von Bedeutung | 09203720 |
|                | Mietshaus in geschlossener Bebauung in Ecklage | Vettersstraße 14 (Karte)                                                                                     | 1910 | Zurückhaltend gestalteter Bau mit ausgewogener Fassadengliederung und abwechslungsreicher Ecklösung, städtebaulich von Bedeutung | 09203765 |
|                | Mietshaus in ehemals geschlossener Bebauung | Vettersstraße 15 (Karte)                                                                                     | 1910 | Qualitätvoller gründerzeitlicher Mietsbau mit differenzierter, original erhaltener Putzgliederung, baugeschichtlich von Bedeutung | 09203715 |
|                | Mietshaus in geschlossener Bebauung | Vettersstraße 18 (Karte)                                                                                     | 1911 | Symmetrisch komponierter Bau mit zurückhaltend-schlichter Fassade, original erhaltener Eingangsbereich mit Fliesen, Stuckmarmor und farbiger Fassung, baugeschichtlich von Bedeutung | 09203755 |
|                | Mietshaus in Ecklage | Vettersstraße 19 (Karte)                                                                                     | 1912 | Etagenwohnbau von besonderer architektonischer Qualität in Formen eines geometrisierenden Jugendstil, reiche Gliederung der Baumasse durch Erker und turmartige Überhöhung des Eckbereichs, Kachelverkleidung und Deckenstuck im Vestibül, baugeschichtlich von Bedeutung | 09203716 |
|                | Mietshaus in geschlossener Bebauung | Vettersstraße 20 (Karte)                                                                                     | 1910 | Qualitätvoller Wohnbau mit symmetrischem Fassadenaufbau und zurückhaltendem Dekor, gestalterisch einheitlich mit dem Nachbarhaus Vettersstraße 22, baugeschichtlich von Bedeutung | 09203756 |
|                | Mietshaus in geschlossener Bebauung | Vettersstraße 22 (Karte)                                                                                     | Bezeichnet mit 1910 | Anspruchsvoll gestalteter Mietsbau mit differenziertem, gut erhaltenem Putzdekor, einheitlich gestaltet mit Nr. 20, baugeschichtlich von Bedeutung | 09203714 |
|                | Mietshaus in geschlossener Bebauung in Ecklage | Vettersstraße 24 (Karte)                                                                                     | 1910 | Anspruchsvoll gestalteter Mietsbau in markanter Position, reicher Bauschmuck in Jugendstilformen, Kachelverkleidung und Stuckdekor im Eingangsbereich, baugeschichtlich von Bedeutung | 09203713 |
|                | Verwaltungsgebäude (ehemals Postamt) mit Wohnnutzung in halboffener Bebauung und in Ecklage | Vettersstraße 26 (Karte)                                                                                     | Um 1930 | Hochwertiger Klinkerbau von sachlicher Strenge mit charakteristisch reduzierter Fassadengliederung, markante Betonung der Ecklage durch kräftige Einziehung des Baukörpers, baugeschichtlich von Bedeutung | 09203757 |
|                | Mietshaus in geschlossener Bebauung konzipiert | Vettersstraße 27 (Karte)                                                                                     | 1912 | Qualitätvoller Mietbau mit symmetrischem Fassadenaufbau und differenziertem Dekorsystem, vermutlich letzter Rest einer ehemaligen Gründerzeitzeile, baugeschichtlich von Bedeutung | 09203790 |
|                | Mietshaus in geschlossener Bebauung | Vettersstraße 28 (Karte)                                                                                     | 1913 | Schlichter, aber qualitätvoller Mietsbau, im Reformstil der Zeit um 1910, Kachelschmuck und Deckenstuck im Vestibül, baugeschichtlich von Bedeutung | 09203717 |
|                | Mietshaus in geschlossener Bebauung; | Vettersstraße 30 (Karte)                                                                                     | 1914 | Anspruchsvoll gestalteter Mietsbau, im Reformstil der Zeit um 1910, Kachelverkleidung und Deckenstuck im Vestibül, baugeschichtlich von Bedeutung | 09203721 |
|                | Mietshaus in halboffener Bebauung | Vettersstraße 58 (Karte)                                                                                     | Um 1920 | Repräsentativer Mietbau mit zurückhaltendem, aber qualitätvollem Dekorsystem, markantes Erkermotiv, im Straßenbild wirksam als Teil einer Dreiergruppe mit den Nachbarhäusern Nr. 60 und 62, baugeschichtlich von Bedeutung | 09203832 |
|                | Mietshaus in geschlossener Bebauung | Vettersstraße 60 (Karte)                                                                                     | Um 1920 | Zurückhaltend gestalteter, aber anspruchsvoller Mietbau mit qualitätvollen Details, Symmetrie der Fassade betont durch rahmende Erker der Nachbarhäuser Nr. 58 und Nr. 62, mit diesen heute eine interessante Dreiergruppe bildend, baugeschichtlich von Bedeutung | 09203833 |
|                | Mietshaus in halboffener Bebauung | Vettersstraße 62 (Karte)                                                                                     | Um 1920 | Qualitätvoller Mietbau mit zurückhaltendem, aber nicht ohne Anspruch gestaltetem Dekorsystem, heute Teil einer straßenbildwirksamen Dreiergruppe mit den Nachbarhäusern Nr. 58 und Nr. 60, baugeschichtlich von Bedeutung | 09203837 |
|                | Mietshaus in geschlossener Bebauung konzipiert | Wartburgstraße 6 (Karte)                                                                                     | 1910 | Qualitätvolles Etagenwohnhaus mit asymmetrisch gegliederter Fassade und ansprechendem, differenziertem Dekorsystem, im Reformstil der Zeit um 1910, baugeschichtlich von Bedeutung | 09203772 |
| Weitere Bilder | Wohnhauszeile (Einzeldenkmale der Sachgesamtheit 09303074) | Wartburgstraße 12, 14, 16, 16a, 16b, 16c (Karte)                                                             | 1920er Jahre | Einzeldenkmale der Sachgesamtheit Wohnanlage Zschopauer Platz; den Höhenunterschieden des Geländes folgende Wohnanlage mit zwei über Eck aufeinandertreffenden Zeilen an der Bernsdorfer Straße, städtebaulich wirkungsvoll insbesondere die Staffelung der Häuser an der Wartburgstraße, Gebäude gestalterisch qualitätvoll, Wohngrün hinter den Häusern in weitgehend originaler Anlage, siehe auch unter Bernsdorfer Straße 77–89 und Zschopauer Platz 3–14, städtebaulich und baugeschichtlich von Bedeutung | 09203773 |
|                | Mietshaus in geschlossener Bebauung mit Vorgarten und Einfriedungsmauer | Wartburgstraße 17 (Karte)                                                                                    | 1912 | Repräsentativer Etagenwohnbau mit anspruchsvoller Fassadengestaltung,Loggien mit Buntverglasung, Kachelschmuck und sparsamer Stuckdekor im Vestibül, Reformstilbau, baugeschichtlich von Bedeutung | 09203768 |
|                | Mietshaus in geschlossener Bebauung mit Vorgarten und Einfriedungsmauer | Wartburgstraße 19 (Karte)                                                                                    | Bezeichnet mit 1911 | Anspruchsvoll gestalteter Etagenwohnbau mit straffer Fassadengliederung, Reformstilbau mit neobarocken Schmuckmotiven, außen und innen nahezu unverändert, bemerkenswerte Ausgestaltung des Vestibüls mit Kachelverkleidung, Spiegeln und Stuck, baugeschichtlich von Bedeutung | 09203769 |
|                | Mietshaus in geschlossener Bebauung mit Vorgarten | Wartburgstraße 21 (Karte)                                                                                    | 1911 | Qualitätvoller Mietsbau mit Kachelschmuck im Vestibül, baugeschichtlich von Bedeutung | 09203770 |
|                | Verkaufskiosk einer Gärtnerei mit rückwärtigem Gewächshausanbau | Wartburgstraße 34 (Karte)                                                                                    | Um 1920 | Bemerkenswertes Beispiel eines Verkaufspavillons in Blockbauweise mit markanten Stützpfeilern, expressionistische Formanklänge, der in engem Zusammenhang mit dem Laden stehende Gewächshausanbau vermutlich zeitgenössisch, baugeschichtlich von Bedeutung | 09203830 |
| Weitere Bilder | Städtischer Friedhof Chemnitz (Sachgesamtheit) | Wartburgstraße 47 (Karte)                                                                                    | 1874 (Friedhofseröffnung) | Sachgesamtheit Städtischer Friedhof Chemnitz mit folgenden Einzeldenkmalen sowie die gärtnerische Friedhofsgestaltung, teilweise als Park angelegt (Gartendenkmal), und die Friedhofsanlage als Sachgesamtheitsteil: - Aufbahrungshaus - Feierhalle - Friedhofsverwaltung - fünf Gefallenendenkmale - eine Gedenkstätte - zahlreiche Grabmale - Einfriedung Herausragende historische Bedeutung als Hauptfriedhof der Stadt Chemnitz, wertvolle Gartenanlage, zahlreiche Denkmale und Grabmale von großer gestalterischer Qualität und hohem stadtgeschichtlichem Zeugniswert. | 09203880 |
| Weitere Bilder | Aufbahrungshaus, Feierhalle, Friedhofsverwaltung, fünf Gefallenendenkmale, eine Gedenkstätte, zahlreiche Grabmale (u. a. Grabmal Schuffenhauer), Christusstatue zwischen Aufbahrungsgebäude und Feierhalle sowie Einfriedung (Einzeldenkmale der Sachgesamtheit 09203880)       | Wartburgstraße 47 (Karte)                                                                                    | 1874 (Friedhofseröffnung); 1872–1873 (Aufbahrungshalle und Feierhalle); 1909 (Friedhofsverwaltung); nach 1918 (Kriegerdenkmal); 1982 (Ehrenhain der Sozialisten) | Einzeldenkmale der Sachgesamtheit Städtischer Friedhof; herausragende historische Bedeutung als Hauptfriedhof der Stadt Chemnitz, wertvolle Gartenanlage, zahlreiche Denkmale und Grabmale von großer gestalterischer Qualität und hohem stadtgeschichtlichem Zeugniswert, Aufbahrungshaus und Feierhalle bedeutsam als Vertreter einer frühen Gründerzeitarchitektur in Formen der italienischen Frührenaissance, baugeschichtlich von Bedeutung | 09203866 |
| Weitere Bilder | Wohnhäuser einer Wohnanlage (Einzeldenkmale der Sachgesamtheit 09302515) | Wartburgstraße 56–82 (gerade) (Karte)                                                                        | 1927–1928 | Einzeldenkmale der Sachgesamtheit Wartburghof; eine der bedeutendsten Wohnanlagen der 1920er Jahre in Chemnitz, wichtiges Werk der Architekten Max Feistel und Kurt Pötzsch, sachliche Gestaltung mit sparsamem Ziegelstein-Dekor, Gartenanlage im Hofinneren mit Pyramidenpappeln weitestgehend ursprünglich erhalten, siehe auch unter Am Wartburghof 2–10, Thüringer Weg 2–32 sowie Reichenhainer Straße 73–77, städtebaulich und baugeschichtlich von Bedeutung | 09203367 |
| Weitere Bilder | Reparaturhalle (Nr. 11), Pflasterung im Bereich des Busdepots und Tankstelle (Nr. 11c) eines Busdepots (ehemals Kraftverkehr Chemnitz) | Werner-Seelenbinder-Straße 11, 11c (Karte)                                                                   | Um 1960 (Tankstelle); 1962 laut Auskunft (Werkstatthalle) | Wohlproportionierter Hallenbau in ausgezeichnetem Erhaltungszustand, Originalfenster, differenzierte, zweckbetonte Gestaltung, Tankstelle mit eleganter Dachkonstruktion in Beton, originale Hofpflasterung, ortsgeschichtlich von Bedeutung | 09203878 |
|                | Mietshaus in geschlossener Bebauung | Wittenberger Straße 1 (Karte)                                                                                | 1911 | Schlichter Gründerzeitbau mit symmetrischer Fassadengliederung und differenziertem Dekor, ursprünglich einheitlich gestaltet mit den Nachbarhäusern 3 und 5, erhaltenswert auch aufgrund der qualitätvollen Wiederherstellung in der Nachkriegszeit, baugeschichtlich von Bedeutung | 09203783 |
|                | Mietshaus in geschlossener Bebauung | Wittenberger Straße 2 (Karte)                                                                                | 1905 | Einfacher gründerzeitlicher Mietsbau, ausgewogene Fassadengliederung, baugeschichtlich von Bedeutung | 09203741 |
|                | Mietshaus in geschlossener Bebauung | Wittenberger Straße 3 (Karte)                                                                                | 1911 | Asymmetrisch gegliederter Bau mit differenziertem Fassadenschmuck, einheitlich gestaltet mit den Nachbarhäusern Nr. 1 und 5, baugeschichtlich von Bedeutung | 09203782 |
|                | Mietshaus in geschlossener Bebauung | Wittenberger Straße 4 (Karte)                                                                                | 1904 | Einfacher gründerzeitlicher Mietsbau mit symmetrischer Fassadengliederung, innen weitestgehend unverändert, baugeschichtlich von Bedeutung | 09203740 |
|                | Mietshaus in halboffener Bebauung | Wittenberger Straße 5 (Karte)                                                                                | 1911 | Schlichter Gründerzeitbau mit symmetrischer Fassadengliederung und differenziertem Dekor, gestalterisch einheitlich mit den benachbarten Häusern Nr. 3 und 1, baugeschichtlich von Bedeutung | 09203748 |
|                | Mietshaus in geschlossener Bebauung in Ecklage, mit Vorgarten zur Altenhainer Straße | Wittenberger Straße 10 (Karte)                                                                               | 1904 | Anspruchsvoller Mietsbau in Klinkermischbauweise, eckbetonte Fassadengliederung, platzbildprägende Lage am Zschopauer Platz, baugeschichtlich von Bedeutung | 09203865 |
| Weitere Bilder | Schmuckplatz | Zschopauer Platz (Karte)                                                                                     | Um 1930 | Straff gegliederter Platz mit zentraler Freifläche und allseits umgebenden Baumreihen, städtebaulich bezogen auf die gründerzeitliche Bebauung der Altenhainer Straße sowie die zweiseitig umlaufende Wohnanlage mit gleichnamiger Adresse, ortshistorisch und gartenkünstlerisch von Bedeutung. Denkmalgeschützte Transformatorenstation auf dem Platz vor 2009 abgebrochen. | 09203747 |
| Weitere Bilder | Wohnhauszeile (Einzeldenkmale der Sachgesamtheit 09303074) | Zschopauer Platz 3–11, 14 (Karte)                                                                            | 1920er Jahre | Dem Geländeverlauf folgende, geschlossene Wohnhauszeile auf annähernd L-förmigem Grundriss, städtebaulich bedeutsam im Zusammenhang mit der namengebenden Platzanlage, Gebäude geprägt durch markante Horizontalgliederung in Klinker, Gärten im Zusammenhang mit den angrenzenden Gärten der Wohnanlagenteile Bernsdorfer Straße und Wartburgstraße schützenswert, siehe auch unter Bernsdorfer Straße 77–89 und Wartburgstraße 12–16c, baugeschichtlich von Bedeutung | 09203746 |
| Weitere Bilder | Mietshaus in Ecklage | Zschopauer Straße 74 (Karte)                                                                                 | 1898 | Hochwertiger Eckbau mit Villencharakter und reicher Neobarock-Fassade, aufwendig gestaltetes Vestibül und Treppenhaus, innen und außen hervorragender Erhaltungszustand, straßenbildprägend im Zusammenhang mit dem benachbarten Haus Zschopauer Straße 76, baugeschichtlich von Bedeutung | 09203745 |
|                | Mietshaus in Ecklage | Zschopauer Straße 76 (Karte)                                                                                 | 4. Viertel 19. Jahrhundert | Stattliches Eckhaus von palazzoartigem Charakter mit ausgewogener Fassadengestaltung in Neorenaissanceformen, straßenbildprägend im Zusammenhang mit dem benachbarten Haus Zschopauer Straße 74, baugeschichtlich von Bedeutung | 09203744 |
| Weitere Bilder | Mietshaus in geschlossener Bebauung in Ecklage | Zschopauer Straße 134 (Karte)                                                                                | 1890 | Gründerzeitlicher Mietsbau mit ansprechender Klinkerfassade, Eckbereich akzentuiert, städtebaulich wichtiger Eckbau, baugeschichtlich von Bedeutung | 09303191 |
| Weitere Bilder | Mietshaus in geschlossener Bebauung in Ecklage mit Vorgarten | Zschopauer Straße 136 (Karte)                                                                                | 1893 | Qualitätvoller gründerzeitlicher Wohnbau der Jahrhundertwende mit symmetrischem, aus der Lage entwickeltem Fassadenaufbau, Eckbetonung, zurückhaltend dekoriert, baugeschichtlich von Bedeutung | 09203780 |
|                | Mietshaus in geschlossener Bebauung mit Vorgarten | Zschopauer Straße 138 (Karte)                                                                                | 1889 | Schlichter gründerzeitlicher Mietbau mit symmetrischer Klinkerfassade und zurückhaltendem, mittenbetontem Dekorsystem, baugeschichtlich von Bedeutung | 09203781 |
|                | Mietshaus in geschlossener Bebauung in Ecklage mit Vorgarten | Zschopauer Straße 142 (Karte)                                                                                | 1896 | Anspruchsvoll gestalteter Mietsbau, Eckbereich turmartig akzentuiert, reicher Bauschmuck in Neorenaissanceformen, baugeschichtlich von Bedeutung | 09203742 |
| Weitere Bilder | Mietshaus in geschlossener Bebauung in Ecklage mit Vorgarten | Zschopauer Straße 144 (Karte)                                                                                | 1914 | Markanter Bau in betonter Ecksituation, im Reformstil der Zeit um 1910, kräftige Durchgliederung der Baumassen mit auffälligem Loggienmotiv an der Hauptfassade, sparsam eingesetzter Dekor, baugeschichtlich von Bedeutung | 09203784 |
| Weitere Bilder | Villa mit Vorgarten und Einfriedung (beide Nebenanlagen) | Zschopauer Straße 192 (Karte)                                                                                | 1907 | Repräsentative Villa im Neorenaissancestil, Anklänge palladianischer Architektur, baugeschichtlich von Bedeutung | 09203857 |

## Ehemalige Denkmäler
| Bild                                    | Bezeichnung                                     | Lage                            | Datierung | Beschreibung                                                                | ID |
| --------------------------------------- | ----------------------------------------------- | ------------------------------- | --------- | --------------------------------------------------------------------------- | -- |
| Direkt Bild zu diesem Denkmal hochladen | Wohngebäude mit Vorgarten im Robert-Straube-Hof | Am Gartenhof 13 (Karte)         | 1928–1929 | Abgerissen, Streichung aus der Denkmalliste 2010                            |    |
| Direkt Bild zu diesem Denkmal hochladen | Mietshaus                                       | Lutherstraße 68 (Karte)         | 1900      | Abgerissen zwischen 2001 und 2006, Streichung aus der Denkmalliste 2010     |    |
|                                         | Wohnhaus und Vorgarten                          | Jägerschlößchenstraße 9 (Karte) |           | Erhalten, Streichung aus der Denkmalliste vor 2010                          |    |
| Direkt Bild zu diesem Denkmal hochladen | Mietshaus                                       | Turnstraße 27 (Karte)           | 1892      | Abgerissen zwischen 2001 und 2006, Streichung aus der Denkmalliste vor 2010 |    |
| Direkt Bild zu diesem Denkmal hochladen | Mietshaus und Vorgarten                         | Zschopauer Straße 152 (Karte)   | 1904      | Abgerissen zwischen 2001 und 2006, Streichung aus der Denkmalliste vor 2010 |    |

## Tabellenlegende
- Bild: Bild des Kulturdenkmals, ggf. zusätzlich mit einem Link zu weiteren Fotos des Kulturdenkmals im Medienarchiv Wikimedia Commons. Wenn man auf das Kamerasymbol klickt, können Fotos zu Kulturdenkmalen aus dieser Liste hochgeladen werden:
- Bezeichnung: Denkmalgeschützte Objekte und ggf. Bauwerksname des Kulturdenkmals
- Lage: Straßenname und Hausnummer oder Flurstücknummer des Kulturdenkmals. Die Grundsortierung der Liste erfolgt nach dieser Adresse. Der Link (Karte) führt zu verschiedenen Kartendiensten mit der Position des Kulturdenkmals. Fehlt dieser Link, wurden die Koordinaten noch nicht eingetragen. Sind diese bekannt, können sie über ein Tool mit einer Kartenansicht einfach nachgetragen werden. In dieser Kartenansicht sind Kulturdenkmale ohne Koordinaten mit einem roten bzw. orangen Marker dargestellt und können durch Verschieben auf die richtige Position in der Karte mit Koordinaten versehen werden. Kulturdenkmale ohne Bild sind an einem blauen bzw. roten Marker erkennbar.
- Datierung: Baubeginn, Fertigstellung, Datum der Erstnennung oder grobe zeitliche Einordnung entsprechend des Eintrags in der sächsischen Denkmaldatenbank
- Beschreibung: Kurzcharakteristik des Kulturdenkmals entsprechend des Eintrags in der sächsischen Denkmaldatenbank, ggf. ergänzt durch die dort nur selten veröffentlichten Erfassungstexte oder zusätzliche Informationen
- ID: Vom Landesamt für Denkmalpflege Sachsen vergebene, das Kulturdenkmal eindeutig identifizierende Objekt-Nummer. Der Link führt zum PDF-Denkmaldokument des Landesamtes für Denkmalpflege Sachsen. Bei ehemaligen Kulturdenkmalen können die Objektnummern unbekannt sein und deshalb fehlen bzw. die Links von aus der Datenbank entfernten Objektnummern ins Leere führen. Ein ggf. vorhandenes Icon  führt zu den Angaben des Kulturdenkmals bei Wikidata.